# Трофео Лайгуэлья 2025
62-й выпуск  Трофео Лайгуэлья — шоссейной однодневной велогонки по дорогам коммуны Лайгуэлья в регионе Лигурия, итальянской провинции Савона. Гонка прошла 5 марта 2025 года в рамках ПроСерии UCI 2025 (категория 1.Pro). Победу одержал испанский велогонщик Хуан Аюсо.

## Участники
В гонке приняло участие 25 команд, из них 8 UCI WorldTeams и 9 UCI ProTeams.
| UCI WorldTeams (8)- Arkéa-B&B Hotels - Intermarché-Wanty - Cofidis - EF Education-EasyPost - Ineos Grenadiers - Team Jayco AlUla - UAE Team Emirates XRG - XDS Astana Team UCI ProTeams (9)- Q36.5 Pro Cycling Team - Unibet Tietema Rockets - Team Polti VisitMalta - Tudor Pro Cycling Team - Team TotalEnergies - VF Group-Bardiani CSF-Faizanè - Wagner Bazin WB - Caja Rural-Seguros RGA - Solution Tech-Vini Fantini UCI Continental Teams (8)- JCL Team Ukyo - Petrolike - Sam-Vitalcare-Dynatek - Biesse-Carrera-Premac - MBH Bank Ballan CSB - General Store-Essegibi-F.lli Curia - MG.K Vis Costruzioni e Ambiente - S.C. Padovani Polo Cherry Bank |
| |

## Маршрут
Маршрут выпуска 2025 года остался без изменений, и построен с учётом многочисленных положительных отзывов, полученных в предыдущие годы. Центральным звеном этой 197-километровой гонки стала заключительная часть маршрута, предлагающая четыре подъёма на Коллу Мичери и Капо Меле. К ним вы пелотон прибыл после традиционного отрезка по местным окрестностям, с прохождением категорийных подъёмов Cima Paravenna и Testico.

## Ход гонки
В гонке решающую роль сыграли последние 45 километров. На этом отрезке были четыре круга, а также подъёмы Колла Мичери (2 километра, средний градиент 8,4 %) и Капо Меле (1,7 километра, 3,7 %). Всего за последние 45 километров было восемь подъёмов.
Когда до финиша оставалось чуть больше 25 километров, пелотон догнал последних из девяти гонщиков, которые ехали в отрыве с самого начала. Однако и сам пелотон к тому моменту значительно поредел, но участники не прекращали атаковать.
На подъёме Колла Мичери Неилсон Паулесс выложился на полную мощность, но Антонио Моргадо смог нейтрализовать его атаку, в том числе благодаря поддержке Аюсо. Атака самого Аюсо последовала незамедлительно: испанец, который уже стал победителем Faun Drome Classic в прошлое воскресенье, уверенно оторвался от группы. Но его не оставили одного. Вскоре к нему присоединились Паулесс и один из лучших гонщиков начала этого года — Кристиан Скарони.

## Результаты
| \| Генеральная классификация \| Генеральная классификация \| Генеральная классификация \| Генеральная классификация \| Генеральная классификация \| \| Гонщик \| Гонщик \| Команда \| Время \| \| \| ------------------------- \| ------------------------- \| ------------------------- \| ------------------------- \| ------------------------- \| \| 1-й \| Хуан Аюсо \| UAE Team Emirates XRG \| 4ч 46' 36 \| \| \| 2-й \| Кристиан Скарони \| XDS Astana Team \| + 0 \| \| \| 3-й \| Майкл Сторер \| Tudor Pro Cycling Team \| + 0 \| \| \| 4-й \| Нильсон Паулесс \| EF Education-EasyPost \| + 0 \| \| \| 5-й \| Джованни Карбони \| Unibet Tietema Rockets \| + 3 \| \| \| 6-й \| Магнус Шеффилд \| Ineos Grenadiers \| + 13 \| \| \| 7-й \| Альберто Беттиоль \| XDS Astana Team \| + 23 \| \| \| 8-й \| Луи Барре \| Intermarché-Wanty \| + 23 \| \| \| 9-й \| Mattéo Vercher \| Team TotalEnergies \| + 23 \| \| \| 10-й \| Simone Gualdi \| Wanty-Nippo-ReUz \| + 23 \| \| |                   |                        |           |
| |                   |                        |           |
| Источник: ProCyclingStats |                   |                        |           |
| Генеральная классификация |                   |                        |           |
| Гонщик | Гонщик            | Команда                | Время     |
| 1-й | Хуан Аюсо         | UAE Team Emirates XRG  | 4ч 46' 36 |
| 2-й | Кристиан Скарони  | XDS Astana Team        | + 0       |
| 3-й | Майкл Сторер      | Tudor Pro Cycling Team | + 0       |
| 4-й | Нильсон Паулесс   | EF Education-EasyPost  | + 0       |
| 5-й | Джованни Карбони  | Unibet Tietema Rockets | + 3       |
| 6-й | Магнус Шеффилд    | Ineos Grenadiers       | + 13      |
| 7-й | Альберто Беттиоль | XDS Astana Team        | + 23      |
| 8-й | Луи Барре         | Intermarché-Wanty      | + 23      |
| 9-й | Mattéo Vercher    | Team TotalEnergies     | + 23      |
| 10-й | Simone Gualdi     | Wanty-Nippo-ReUz       | + 23      |